# Odontocepheus ruber
Odontocepheus ruber är en kvalsterart som först beskrevs av Giovanni Canestrini och Fanzago 1877.  Odontocepheus ruber ingår i släktet Odontocepheus och familjen Carabodidae. Inga underarter finns listade i Catalogue of Life.